# 마스터스 프로기전
KT배 마스터스 프로기전은 국민일보의 자매지로 2006년 폐간된 스포츠 전문 신문이었던 <스포츠 투데이>가 주최했으며, KT가 후원하고 한국기원이 주관했던 대한민국의 바둑 기전이었다. 2001년 창설된 후 2003년 제2기 대회를 마지막으로 중단되었다. 그후 2010년 ~ 2013년까지olleh배 바둑 오픈 챔피언십이 창설되었던 기전이다.  예선은 본원 대회장 및 본선대국실에서 거행하며, 64강전은 본원 대회장에서 거행하며, 나머지 32강전은 TV 속기전으로 치러지며, 바둑TV로 본원 1층 스튜디오에서 녹화 중계되었다. 

## 상금
- 우승 상금 4천5백만원.

## 대국규정
- 제한시간 20분. 초읽기 3회.

## 역대 우승자
| 회수 | 연도        | 우승        | 전적  | 준우승      |
| ---- | ----------- | ----------- | ----- | ----------- |
| 1    | 2001 ~ 2002 | 조훈현 九단 | 2 - 1 | 최철한 四단 |
| 2    | 2002 ~ 2003 | 유창혁 九단 | 2 - 1 | 이세돌 七단 |